# Phil Ranelin
Phillip Arthur „Phil“ Ranelin (* 25. Mai 1939 in Indianapolis) ist ein amerikanischer Jazzmusiker (Posaune, Komposition).

## Leben und Wirken
Ranelin begann in der Junior High School Trompete und Posaune zu lernen und spielte in der Band der Arsenal Technical High School gemeinsam mit seinem Klassenkameraden Freddie Hubbard. Nach seinem Schulabschluss spielte er semiprofessionell in lokalen Clubs, auch mit Wes Montgomery, der sein Mentor wurde, und Hubbard.
1968 zog er nach Detroit, wo er mit Marcus Belgrave, Harold McKinney und Roy Brooks auftrat. Zudem wirkte er als Studiomusiker bei vielen Motown-Aufnahmen mit, unter anderem mit Stevie Wonder. 1971 gründete er in Detroit zusammen mit Wendell Harrison die afroamerikanische Musikervereinigung The Tribe, der auch Belgrave, Kenny Cox, Doug Hammond, Charles Moore, David Durrah und Ron Brooks angehörten, und ein gleichnamiges Ensemble des Avantgarde Jazz. Daneben war er Mitbegründer des Labels Tribe Records. In den 1970er Jahren veröffentlichte er mehrere Alben als Leader und setzte das Projekt The Tribe bis 1978 fort. Zwischen 1979 und 1981 gehörte Ranelin zum Sextett von Freddie Hubbard; dann arbeitete er mit den Red Hot Chili Peppers, Horace Tapscott, Solomon Burke, aber auch mit Norman Connors und Freddie Redd, weiterhin mit Ella Fitzgerald, Art Pepper, Teddy Edwards, Gerald Wilson, Vi Redd, Ray Appleton, Sarah Vaughan, Larry Gales und Tootie Heath.
In den folgenden Jahrzehnten wirkte Ranelin vor allem lokal in Detroit. Nach Love Dream (1986) legte er erst 1996 sein nächstes Album A Close Encounter of the Very Best Kind vor. Tortoise-Schlagzeuger John McEntire remasterte einen Teil von Ranelins älteren Aufnahmen und veröffentlichte sie ab 2001 bei Hefty Records neu. 2002 folgte ein Remix-Album, an dem auch Telefon Tel Aviv beteiligt war.
2009 brachte der Produzent Carl Craig Tribe für das Album Rebirth wieder zusammen; neben den Originalmitgliedern waren jüngere Detroiter Musiker wie Amp Fiddler und Karriem Riggins beteiligt. Im Jahr 2011 nahm Ranelin sein Album Perseverance mit dem Bassisten Henry Franklin und dem Schlagzeuger Big Black auf. Im Jahr 2020 wirkte er als Session-Musiker bei Roy Ayers mit und veröffentlichte 2021 mit Infinite Expressions ein weiteres Album unter eigenem Namen.  Nach einem Schlaganfall fand 2021 für ihn ein Benefiz-Konzert des Pan Afrikan Peoples Arkestra statt.

## Diskographische Hinweise
- Phil Ranelin & Wendell Harrison A Message from the Tribe (Tribe, 1972, mit Marcus Belgrave, Charles Moore, Charles Eubanks bzw. Keith Vreeland, William Austin bzw. Reggie Fields, Ike Daney, Jeamel Lee)[4]
- The Time Is Now! (Tribe, 1974)[5][6]
- Vibes from the Tribe (Tribe, 1975, mit Wendell Harrison, Marcus Belgrave, Kenny Cox, Harold McKinney, Ralphe Armstrong, Ron English, Lopez Leon, George Davidson, Barbara Huby u. a.)[7]
- Love Dream (Rebirth, 1986, mit Ralph Buzzy Jones, Craig Stewart, Kenny Flood, Billy Childs, Tony Dumas, Ralph Penland)
- Remixes (Hefty, 2002)
- Sounds from the Village – Phil Ranelin Anthology (P-Vine 2004; Kompilation)
- Perseverance (Wide Hive 2011, mit Henry Franklin, Big Black)
- Collected Works 2003–2019 (Wide Hive 2019, mit Roger Glenn, Pharoah Sanders, Kamasi Washington, Dayna Stephens, Zane Musa, Keith Fiddmont, Danny Grissett, Henry Franklin, Big Black, Donald Bailey u. a.)[8]
- Infinite Expressions (Org 2021, mit Hideaki Tokunaga, Ian Martin bzw. Michael Alvidrez, Andre Beasley, Carlos Niño)[2]
- Adrian Younge & Ali Shaheed Muhammad: Jazz Is Dead 16: Phil Ranelin & Wendell Harrison (2023)